# بلر (گروه موسیقی)
بلِر (انگلیسی: Blur) گروه موسیقی راک انگلیسی است که در سال ۱۹۸۸ در لندن بنیان‌گذاری شد. اعضای این گروه عبارتند از: خواننده دیمن آلبارن، گیتاریست گراهام کاکسون، گیتاریست بیس الکس جیمز و درامر دیو راونتری. نخستین آلبومشان، تن آسایی (۱۹۹۱)، تلفیقی از آوای مدچستر و شوگیزینگ بود. به‌دنبال تغییر سبک که متأثر از گروه‌هایی مانند کینکس و بیتلز بود، بلر آلبوم‌های زندگی مدرن آشغال است (۱۹۹۳)، زندگی پارکی (۱۹۹۴) و فرار بزرگ (۱۹۹۵) را منتشر کرد. بر این اساس، این گروه در محبوبیت ژانر بریت‌پاپ نقش داشت و به مقبولیت عمده‌ای در بریتانیا دست یافت. رقابت سال ۱۹۹۵ آن‌ها در جدول موسیقی با گروه اوئیسیز منجر به این شد که لقب «نبرد بریت‌پاپ» به این موضوع داده شود.
پنجمین آلبوم هم‌نام گروه (۱۹۹۷)، شاهد تغییر سبک دیگری بود که از سبک‌های لو-فای گروه‌های ایندی راک آمریکایی الهام گرفتند و سومین آلبوم نامبروان آن‌ها در بریتانیا شد. تک‌آهنگی از این آلبوم، «آهنگ ۲»، برای این گروه در ایالات متحده موفقیتی به همراه داشت. این گروه در آلبوم بعدی، ۱۳ (۱۹۹۹) موسیقی الکترونیک و گاسپل را تجربه کرد و در آن، آلبارن و کاکسون اشعار شخصی‌تری را سرایش کردند. تجربهٔ آوای الکترونیک در هفتمین آلبومشان، کارکشته‌ها (۲۰۰۳) ادامه پیدا کرد و علاقهٔ فزاینده آلبارن به هیپ هاپ و ملل در گسترش آن نقش داشت و همچنین گیتار در آن اندک شد. کاکسون در اوایل جلسات ضبط کارکشته‌ها گروه را ترک کرد و بلر برای چندین سال منحل شد.
در سال ۲۰۰۹، بلر دوباره با کاکسون متحد شد و یک تور کنسرت اروپایی برگزار کردند. در سال‌های بعد، آن‌ها چندین تک‌آهنگ و آلبوم گردآوری‌شده منتشر و در سطح جهانی تور برگزار کردند. در سال ۲۰۱۲، آن‌ها یک جایزهٔ بریت به‌پاس نقش برجسته‌شان در موسیقی کسب کردند. هشتمین آلبوم آن‌ها، شلاق سحرآمیز (۲۰۱۵)، نخستین آلبوم آن‌ها در دوازده سال گذشته و ششمین آلبوم استودیویی متوالی بلر بود که به صدر جدول بریتانیا رسید. پس از تور شلاق سحرآمیز، بلر تا انتشار نهمین آلبوم خود، بالاد درن (۲۰۲۳)، در وقفه بود.

## دیسکوگرافی
- تن آسایی (۱۹۹۱)
- زندگی مدرن آشغال است (۱۹۹۳)
- زندگی پارکی (۱۹۹۴)
- فرار بزرگ (۱۹۹۵)
- بلِر (۱۹۹۷)
- ۱۳ (۱۹۹۹)
- کارکشته‌ها (۲۰۰۳)
- شلاق سحرآمیز (۲۰۱۵)
- تصنیف درن (۲۰۲۳)